# Erylus oblongus
Erylus oblongus är en svampdjursart som beskrevs av Topsent 1928. Erylus oblongus ingår i släktet Erylus och familjen Geodiidae. Inga underarter finns listade i Catalogue of Life.